# Роберт Хук
Роберт Хук (енгл. Robert Hooke; Фрешвотер, 18. јул 1635 — Лондон, 3. март 1703) је био енглески физичар и секретар Краљевског друштва у Лондону који је 1665. године открио ћелију. Усавршио је барометар, телескоп и микроскоп. Доказао је да се Земља и Месец окрећу око Сунца по елипси, гравитацију небеских тела, а такође је открио и закон o истезању еластичних тела (Хуков закон).
Његов професионални живот се састојао од три различита периода: епоха током које је радио као научни истраживач којем је недостајало новца; стицање великог богатства и угледа путем напорног и савесно рада након великог пожара из 1666. године, и коначно период током кога је постао учесник завидљивих интелектуалних спорова (што је допринело његовој релативној историјској непознаности). У једном тренутку он је истовремено био и кустос експеримената Краљевског друштва, члан њиховог савета, Грешамов професор геометрије, и геодет града Лондона након Великог пожара у Лондону (у ком својству је према неким изворима он извео више од половине свих геодетских радова након пожара). Он је исто тако био важан архитекта свог времена – мада је мали број његових зграда опстао, а неке су генерално погрешно приписане њему. Он је био успешан у развијању сета мера планске контроле за Лондон, чији утицај се задржао до данас. Алан Чапман га је карактерисао као „енглеског Леонарда”.
Хук је студирао на Вадам колеџу у Оксфорду током Протекторатског периода, при чему је он био члан уске групе ревних ројалиста коју је предводио Џон Вилкинс. Он је био запослен као асистент Томаса Вилиса и Роберта Бојла, за кога је направио вакуумске пумпе које су кориштене у Бојловим експериментима при извођењу гасних закона, и сам је спровео део експеримената. Он је направио неке од најранијих Грегоријанских телескопа и уочио је ротације Марса и Јупитера. Године 1665 он је објавио књигу Микрографија, којом је детаљно илустровао употребу микроскопа у научним истраживањима. На бази његових микроскопских запажања на фосилима, Хук се сматра раним пропонентом биолошке еволуције. Он је истражио феномен рефракције, произвео таласну теорију светла, и био је први да постулира да се материја шири при загревању и да се ваздух састоји малих честица раздвојених релативно великим растојањима. Он је предложио да је топлота манифестација бржег кретања честица материје. Он је спровео пионирске радове пољу геодезије и израде мапа, и учествовао је у раду који је довео прве модерне планске мапе, мада је његов план за Лондон на решеткастом систему био одбијен у корист поновне изградње дуж постојећих рута. Он је исто тако доспео близу експерименталног доказа да гравитација следи инверзни квадратни закон, и први је поставио хипотезу да таква релација руководи кретањем планета, што је идеја коју је развио Исак Њутн, и то је био део спора између њих, због чега је Њутн покушао да избрише Хуково допринос. Он је иницијално произвео теоретску глобусну теорија геологије, оспорио дословни библијски приказ старости земље, хипотетисао о идеји изумирања, и у више наврата је писао да су фосили на врховима брда и планина вероватно тамо доспели услед земљотреса, што је генерални термин који се својевремено користио за геолошке процесе. Велики део Хуковог научног рада је обављен у оквиру његовог својства кустоса експеримената Краљевског друштва, радног места које је држао од 1662, или у оквиру сарадње са Робертом Бојлом.

## Биографија
Посматрајући испод микроскопа танко исечене режњеве плуте запазио је шупљине које су по облику биле сличне шупљинама у пчелињем саћу. Назвао их је ћелијама. Хук са тадашњим микроскопом није могао да види све делове ћелије. Видео је само празне ћелијске просторе оивичене ћелијским зидом, али је то било довољно да прикаже ћелију као основну структурну јединицу организма.
Поред открића ћелије Хук је доказао да се Земља и Месец окрећу око Сунца у елипси, да небеска тела имају гравитацију, као и да се све материје грејањем истежу. Роберт Хук се срео са Робертом Бојлом 1656. на Оксфордском универзитету, где су заједно радили истраживања са вакуумом. Хук је открио закон еластицитета и направио је најсавршенију вакуум-пумпу 1659, помоћу које је Бојл дошао до многих својих открића.
У доменима испитивања светлости прихватио је закључке Кристијана Хајгенса, по коме се светлост понаша у виду таласа. Њему се о том питању супротставио Исак Њутн, а Роберт Хук је након тога тврдио да је он дошао до открића која су највише славе донела Њутну, присвојивши његове резултате из личне кореспонденције („Quantum Loops“. pp. 65). Роберт Хук је тврдио да је он Њутну предложио универзалну гравитацију, што је Њутн касније приказао као свој чувени Закон о гравитацији. Хук је први доказао да се сви материјали при загревању шире, а од свега признат му је једино Закон о еластицитету 1670. Он је доказао да су деформације тела директно сразмерне примењеној сили. Он је, такође, први применио израз ћелија у свом раду „Micrographica“ (Ситно цртање). У овом раду објаснио је и сагоревање, кристалну структуру снежних пахуљица и студију о фосилима (давно изумрлим створењима). Дошао је до закључака које је касније објаснио Чарлс Дарвин. У домену астрономије, Хук је лоцирао велику црвену тачку на Јупитеру и први тврдио да велика планета Јупитер ротира око своје осе.